# Akapana

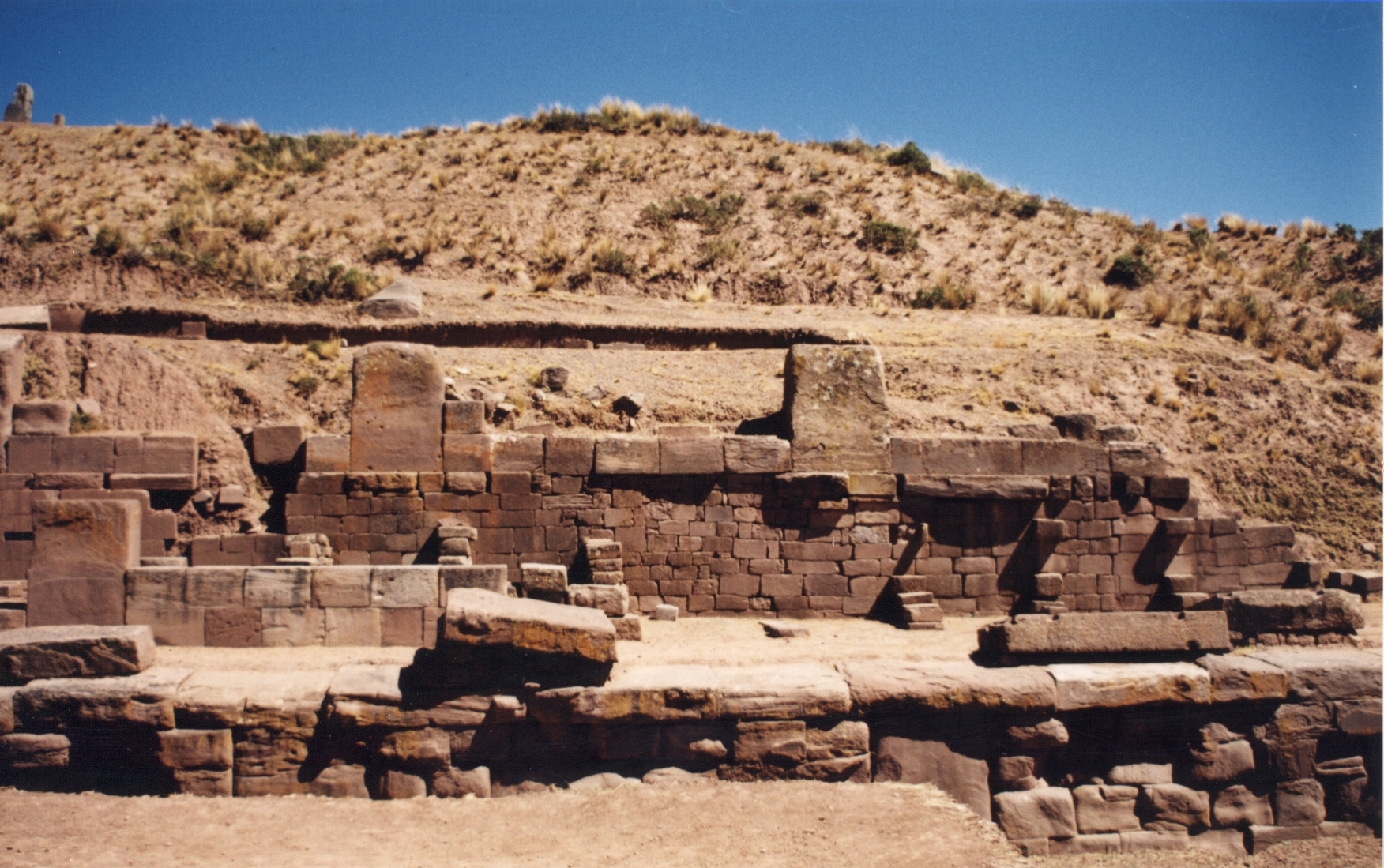
Akapana

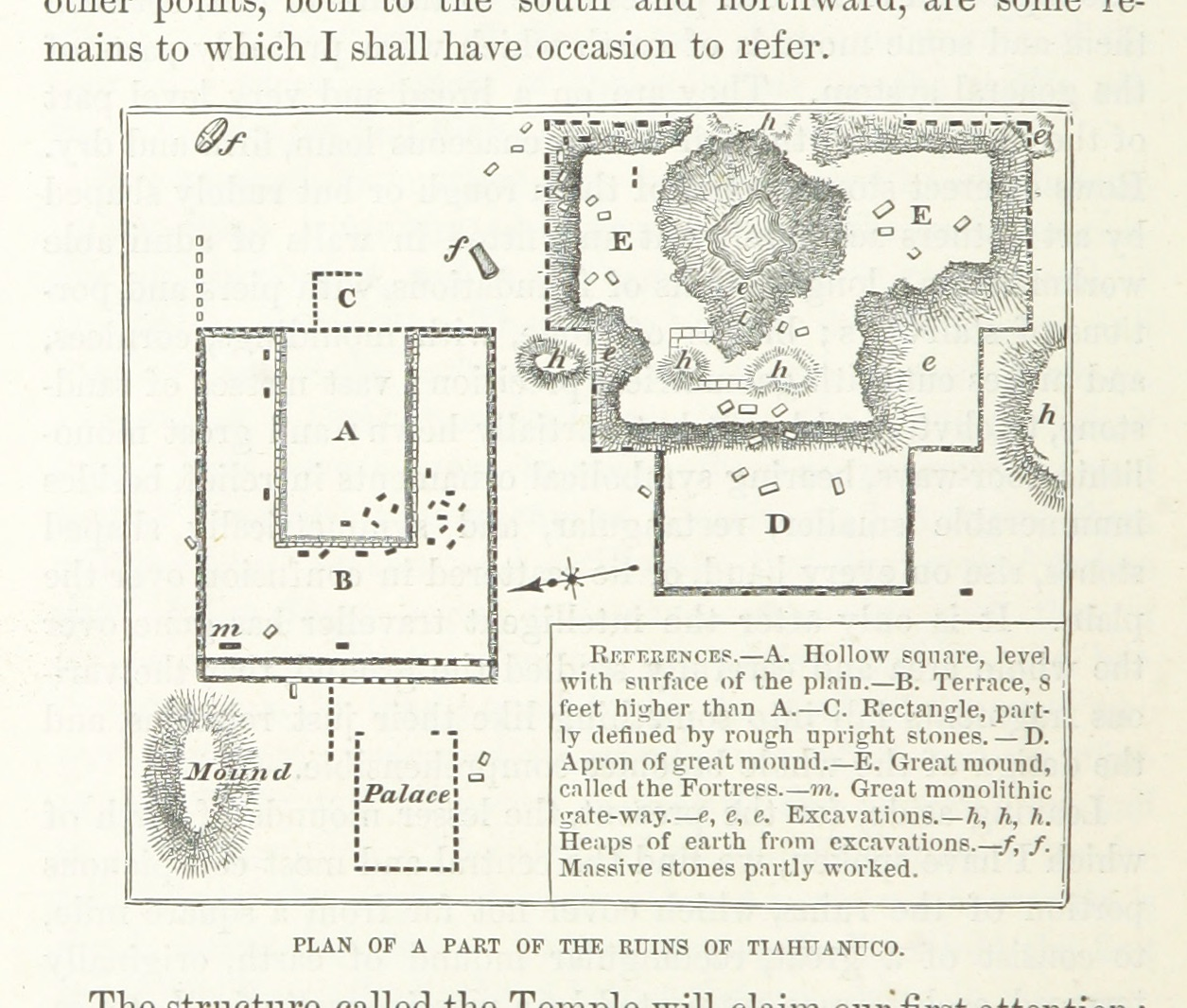
In dieser Darstellung Akapanas (E) von Ephraim Squier in Incidents of Travel and Exploration in the Land of the Incas. (1877) wird Akapana als Fortress (Festung) bezeichnet.

Akapana (eigentlich Ak-kapana; hispanisiert Acapana) ist ein vollständig künstlich angelegter terrassierter Plattformhügel (oft auch unzutreffend als Pyramide bezeichnet) des vorinkaischen Tiwanaku-Staats in Bolivien und Teil der Ruinenstätte Tiwanaku. Akapana wird oft als „Pumapunkus Zwilling“ bezeichnet. Obwohl diese Monumentalkonstruktion häufig als Pyramide beschrieben wird, besteht der Komplex tatsächlich aus sieben überlagerten, mit Erde gefüllten Plattformen, die steinerne Stützmauern von sukzessiv kleiner werdender Größe umgeben. Der Grundriss von Akapana ähnelt einem gestuften Dreieck, wobei das Fundament nach Osten gerichtet ist. Zusammen mit Pumapunku dominierte Akapana einst den Kern von Tiwanaku.
Sowohl Akapana als auch Pumapunku besitzen Zwillingstreppen, die zentral in ihre Ost- und Westfassaden eingebaut. Wahrscheinlich befand sich auf dem Gipfel von Akapana – wo sich heute das gigantische Loch befindet – einst ein abgesenkter Hof.

## Herkunft des Namens
Die Etymologie des entweder aus dem Quechua oder Aymara stammenden Namens Akapana (hispanisiert Acapana) ist unbekannt. Nach Alfons Stübel und Max Uhle erinnere der Name Akapana an den Namen des incaischen Baumeisters Acahuana Inca und an den – im alten Peru und Bolivien weit verbreiteten – Bestandteil -cabana (wie bei Copacabana), dessen Bedeutung Aussichtspunkt beziehungsweise Belvedere sei. Die Wortherkunft von „Cabana“ („Kahuana“) sei aber wahrscheinlicher. Im Gegensatz zu allen anderen Namen für Areale der Ruinenstätte Tiwanaku, die allesamt Neuschöpfungen sind (wie etwa Kantatayita oder Chunchukala), sind alleinig die Bezeichnungen Akapana und Pumapunku von historischer Relevanz. Nach Alfons Stübel und Max Uhle sei die Aussprache „Ak-kapana“, weshalb dies die korrekte Schreibart sei. Adolph Francis Alphonse Bandelier verwendet in seinem Werk The ruins at Tiahuanaco (1911) die Schreibweise Akka-pana, die derjenigen von Stübel und Uhle ähnelt.
Ob schon immer ausschließlich der terrassierte Plattformhügel als Akapana bezeichnet wurde, ist umstritten. Stübel und Uhle bezeichnen den terrassierten Plattformhügel als „der Berg bei Ak-kapana“, das heutige Kalasasaya als „die grosse Steineinzäunung Ak-kapana“ und den heutigen halbunterirdischen Tempel von Tiwanaku als „die kleine Steineinzäunung westlich von Ak-kapana“; so auch Middendorf. Die Architekturhistoriker Jean-Pierre Protzen und Stella Nair folgern daraus, dass es möglich sei, dass „Akapana“ einst ein Gebiet bezeichnete und nicht wie heute eine einzelne Struktur; denn auch Bernabé Cobo, der die Ruinen 1610 besuchte, sagte, dass aufgrund der Nähe der beiden Strukturen zueinander (die heute als Akapana und Kalasasaya bezeichnet werden) es so scheine, als seien sie eine einzige. Eine andere Bezeichnung für den terrassierten Plattformhügel war „die Festung“. Die Fehldeutung als Festung floss in die Arbeiten von Ephraim Squier und Charles Wiener ein.

## Basisdaten
Akapana umfasst eine Fläche von etwa 3,2 Hektar und ist (je nach Quelle) 16–18 m hoch. Bereits Pedro Cieza de León erkannte, dass Akapana ein vollständig künstlich angelegter Hügel ist und keine natürliche alluviale Aufschichtung, wie Stübel und Uhle 1892 fälschlicherweise behaupteten. Cieza schreibt: „[…] ein von Hand gefertigter Hügel, der auf großen Steinfundamenten errichtet wurde“ (a hill made by hand, built on large foundations of stone). Der Grundriss von Akapana wird oft als halbes Andenkreuz beschrieben.

## Zweck des Monuments
Der Zweck des größten Monuments in Tiwanaku sei nach dem Archäologen Alexei Vranich und dem Anthropologen Scott C. Smith ein Rätsel und es sei so stark zerstört, dass sein astronomischer Zweck nicht zu bestimmen sei.

## Architektur

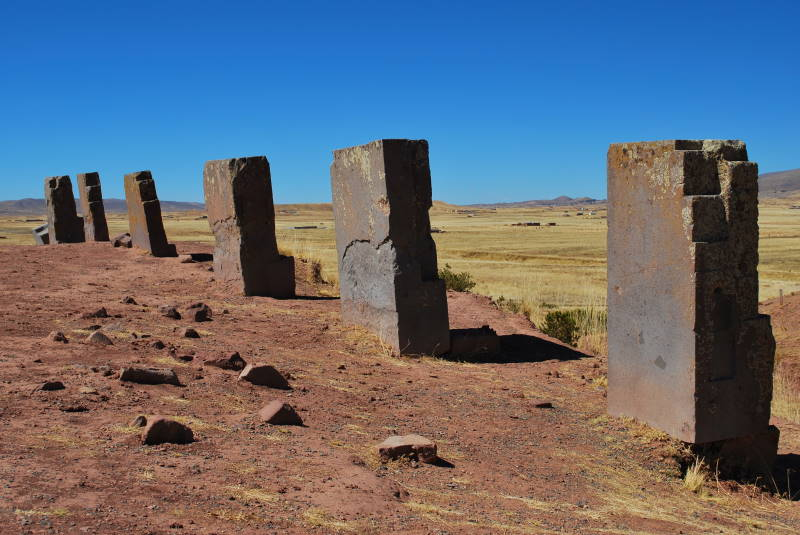
Eine Reihe von monolithischen Pfosten mit fehlenden Füllsteinen auf dem Gipfel von Akapana

Auf dem Gipfel von Akapana befinden sich zwei Reihen von monolithischen Pfosten, bei denen Füllsteine fehlen. Die Abdrücke auf den Pfosten lassen Rückschlüsse auf die Position und Größe des Füllmauerwerks zu.

## Mögliche Darstellung Akapanas in der Tiwanaku-Ikonografie

Frontal abgebildete Figur am Sonnentor von Tiwanaku. Der terrassierte Plattformhügel, auf dem die Figur steht, ist möglicherweise eine Repräsentation von Akapana.

Bereits Max Uhle wies darauf hin, dass das Motiv des gestuften Berges, auf dem die frontal abgebildete Figur am Sonnentor steht, möglicherweise eine Repräsentation von Akapana ist. In seinem Werk Wesen und Ordnung der altperuanischen Kulturen. (1959) schreibt er: „Die Figur thront auf einem zweiseitig abgestuften Untersatz, der einen Stufentempel — etwa wie den Berg [Stübel-Uhlesche Bezeichnung für Akapana] in Tiahuanaco — darstellen könnte.“ Nach dem Anthropologen Alan Kolata handelt es sich allerdings nicht um eine Darstellung von Akapana, sondern eher um eine Darstellung der Zwillingskonstruktion Pumapunku.

## Skulpturen
Am unteren Ende der westlichen Treppen wurde neben einem Andesit-Sockel ein Chachapuma aus Basalt gefunden, sodass angenommen wird, dass Chachapumas einst die Treppen flankierten. Der Bericht des Chronisten Pedro Cieza de León legt nahe, dass sich im 16. Jahrhundert zwei riesige Stelen östlich von Akapana befanden, die heute allerdings verschollen bzw. zerstört sind. Der gigantische Kopf der Stele namens El Gigante (dessen Körper verschollen ist) sei nach Max Uhle und Alfons Stübel möglicherweise ein Überbleibsel einer dieser Stelen.

## Restaurierungsarbeiten
Im Jahr 2009 wurden staatlich gesponserte Restaurierungsarbeiten durch eine Beschwerde der UNESCO gestoppt. Die Pyramide wurde mit Lehmziegeln restauriert, was nach Ansicht von Experten unangemessen sei. Die dilettantische Rekonstruktion könnte den Akapana-Komplex die Ausweisung als UN-Weltkulturerbe kosten.

## Funde
Während Ausgrabungen entlang der Nord- und Westseite von Akapana wurden zahlreiche zertrümmerte Qirus vermischt mit menschlichen und kameliden Überresten gefunden.

## Galerie

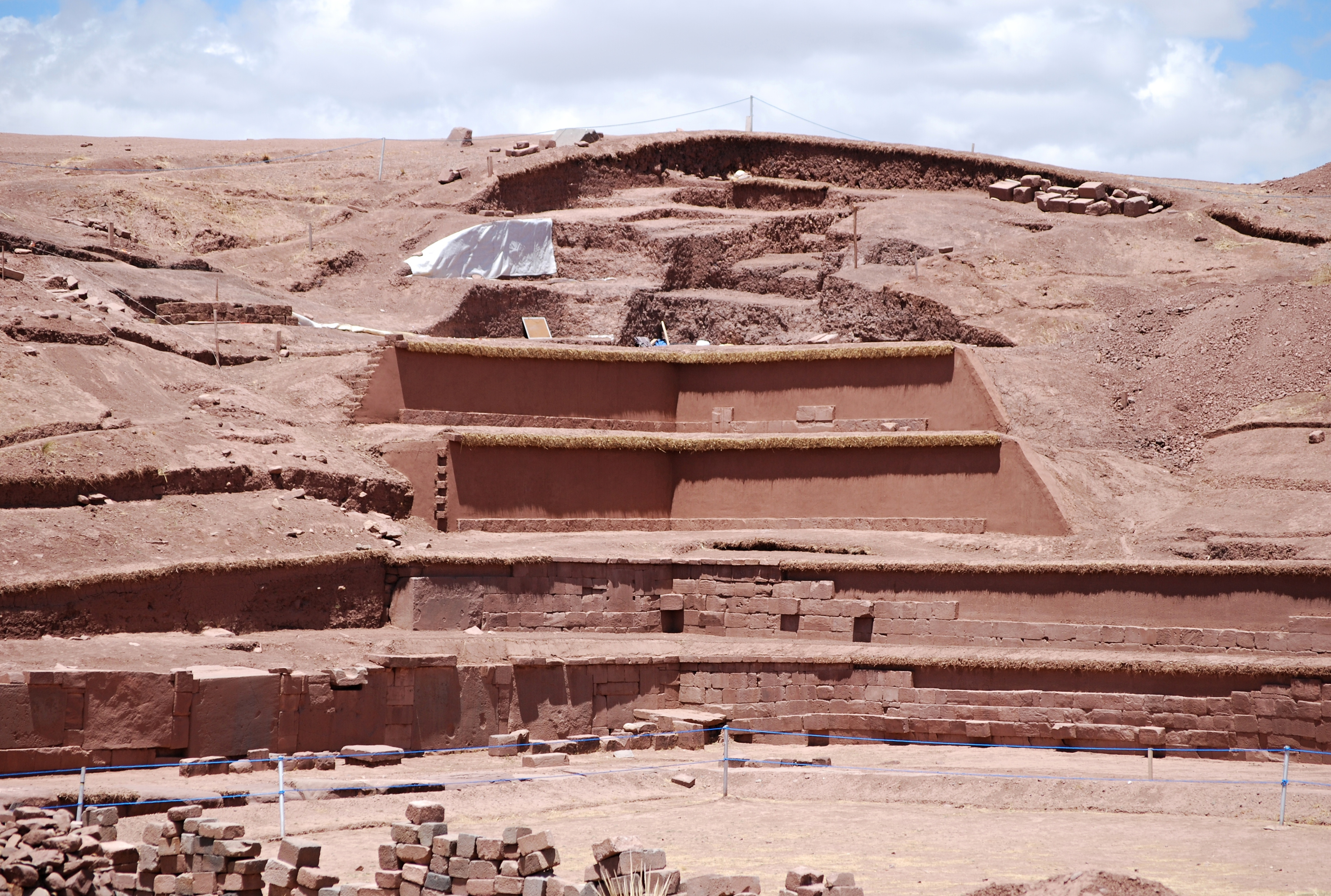
Archäologische Ausgrabungen
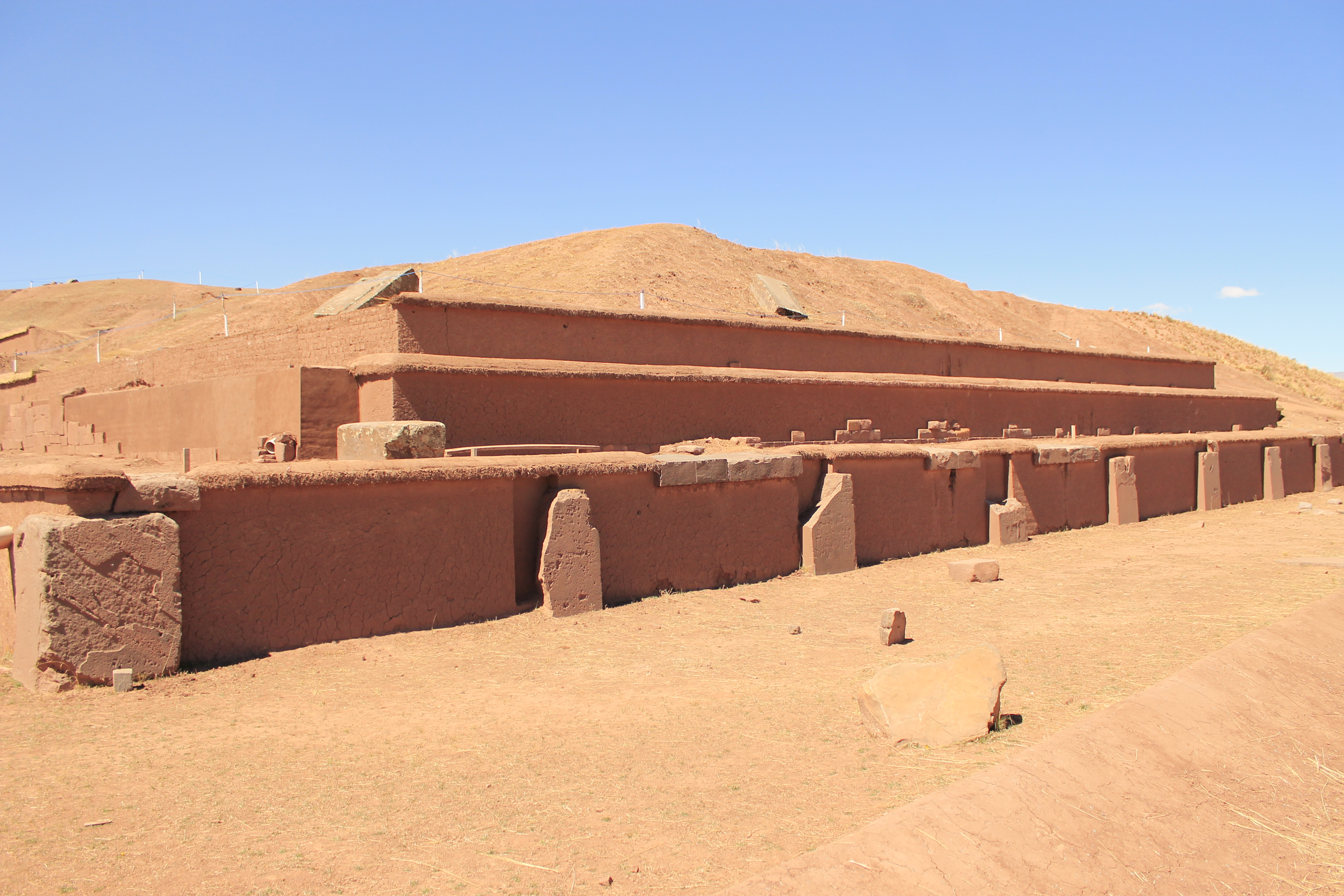
Akapana mit amateurarchäologisch rekonstruierter Außenmauer
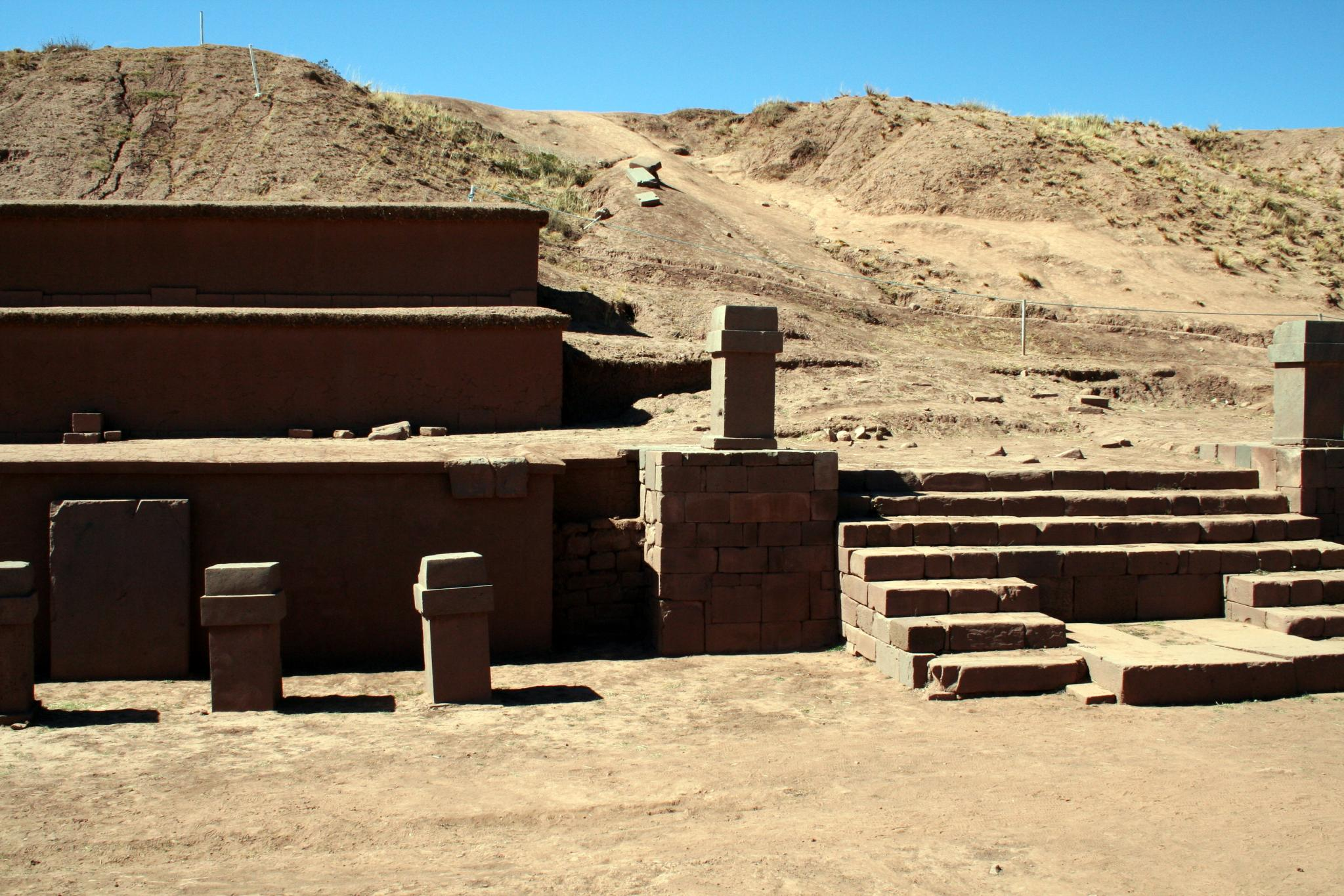
Sockel, auf denen sich höchstwahrscheinlich Chachapumas befunden haben.
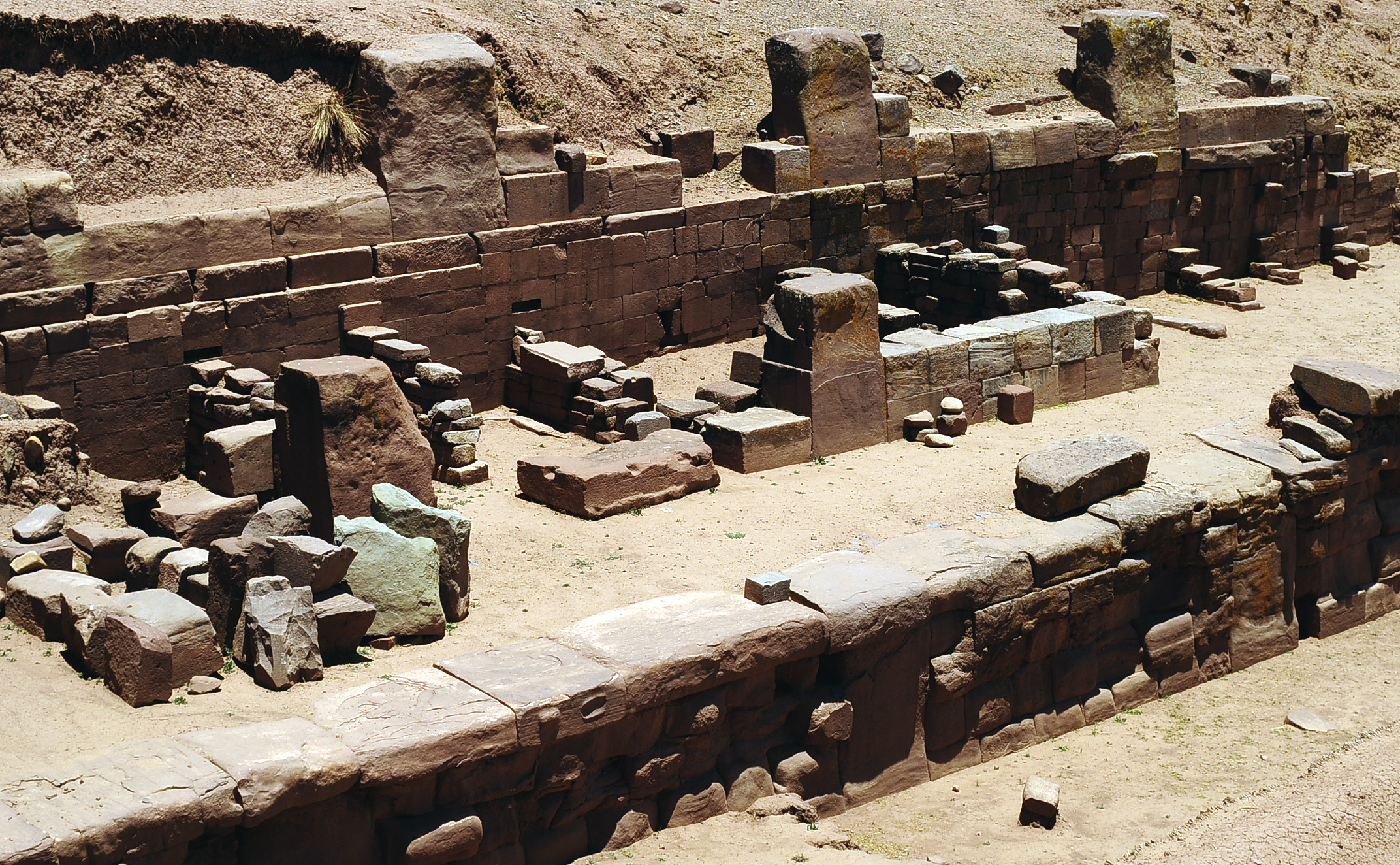